# Radvanice u Lipníka nad Bečvou

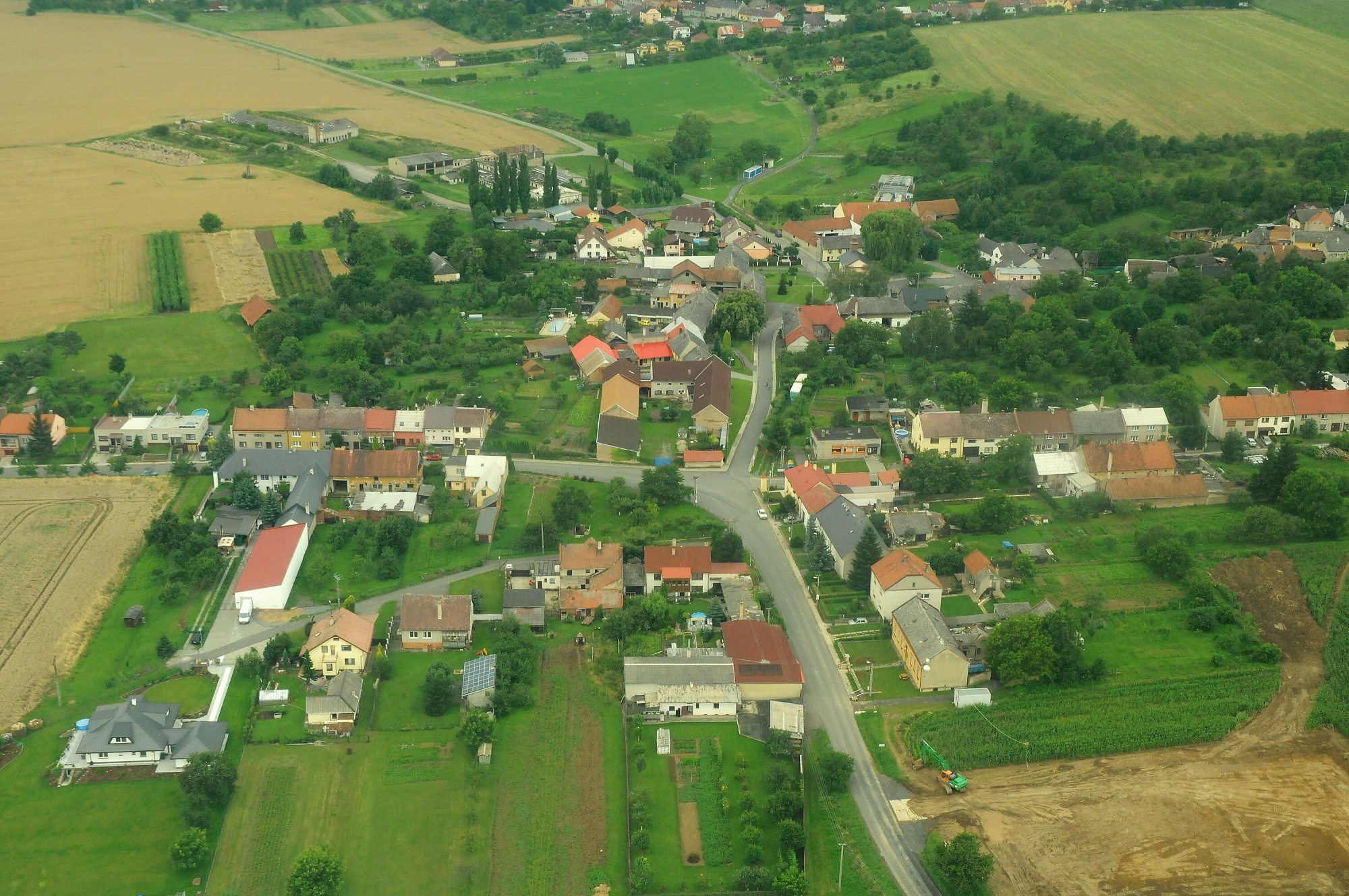
Luftbild von Radvanice

Radvanice (deutsch Radwanitz) ist eine Gemeinde in Tschechien. Sie liegt sieben Kilometer nördlich von Přerov und gehört zum Okres Přerov.

## Geographie
Radvanice befindet sich oberhalb der Mährischen Pforte im Tirschitzer Hügelland (Tršická pahorkatina). Das Dorf liegt auf einem Höhenrücken zwischen den Tälern des Ztracený potok und der Bečva. Nordöstlich erhebt sich der Na Skalách (284 m) und im Nordwesten die Hůrka (301 m). Einen knappen Kilometer südöstlich des Ortes verläuft die Bahnstrecke Přerov – Hranice na Moravě, an der in U Nádraží die Bahnstation „Prosenice“ liegt. Zwischen dem Dorf und der Bahnlinie entsteht ein Abschnitt der Autobahn D 1. Gegen Osten liegt die Wüstung Plačkov.
Nachbarorte sind Lazníky und Vicínov im Norden, Na Skalách und Veselíčko im Nordosten, Hliníky und Osek nad Bečvou im Osten, Sušice im Südosten, U Nádraží, Proseničky und Prosenice im Süden, Buk im Südwesten, Sobíšky und Zábeštní Lhota im Westen sowie Penčice im Nordwesten. 

## Geschichte
Die erste urkundliche Erwähnung von Radwanicz erfolgte im Jahre 1374. Der Name des als Rundling angelegten Ortes leitet sich wahrscheinlich von seinem Gründer Radovan ab. Da Radvanice, gleich den umliegenden Ortschaften Lazníky, Plačkov, Buk, Sobíšky, Veselíčko, Proseničky und Prosenice ein Puhonzendorf war, wird seine Entstehung im 13. Jahrhundert angenommen.
Zu Ende des 14. Jahrhunderts war das Dorf zwischen zwei größeren Höfen sowie mehreren freien Bauern und Puhonzen (půhončí) aufgeteilt. Seit 1408 wurde der Ort als Radvanice bezeichnet. Das Dorf Plačkov erlosch im 15. Jahrhundert. Radvanice wurde später an das Gut Vinary angeschlossen. Bei der Taxation des Tafelgutes Vinary im Jahre 1579 wurden für Radvanice acht untertänige Gehöfte, sechs freie Puhonzen und ein Kretscham aufgeführt. Zum Ende des 16. Jahrhunderts wurde Radvanice an die Herrschaft Veselíčko angeschlossen. Nachdem die mährischen Stände auf dem Brünner Landtag von 1595 und dem nachfolgenden Olmützer Landtag von 1596 ihre Ansicht über den Nutzen der Puhonzen revidierten, erfolgte der Beschluss zum Verkauf der Puhonzenhöfe in die Untertänigkeit. 1597 erfolgte im Olmützer Kreis der Verkauf der Puhonzen. 1603 wurde der Ausverkauf der Puhonzen erneut Gegenstand der Verhandlungen des Landtags. Infolgedessen erteilte der Landtag 1607 den verbliebenen Puhonzen den Status von Freihöfen. Bis zum Beginn des 17. Jahrhunderts wuchs das Dorf auf 25 Anwesen an. Nach dem Dreißigjährigen Krieg lag mehr davon als die Hälfte wüst. Seit 1676 ist der Ortsname Radwanitz nachweisbar. Die Matriken werden seit 1693 in Osek nad Bečvou geführt. Im 18. Jahrhundert wurde Radvanice an die Herrschaft Leipnik angeschlossen. Im Jahre 1790 bestand der Ort aus 30 Anwesen. Mit der 1792 erfolgten Eintragung in die Grundbücher der Herrschaft Leipnik verloren die sechs Puhonzen ihre Freiheiten und wurden den anderen nach Leipnik untertänigen Höfern gleichgestellt. 1816 wurde ein Glockenturm errichtet. Die Kaiser Ferdinands-Nordbahn nahm am 15. August 1842 den Verkehr zwischen Prerau und Leipnik auf. Bis zur Mitte des 19. Jahrhunderts blieb das Dorf den Fürsten Dietrichstein und der Herrschaft Leipnik untertänig.
Nach der Aufhebung der Patrimonialherrschaften bildete Radvanice/Radwanitz ab 1850 eine Gemeinde in der Bezirkshauptmannschaft Mährisch Weißkirchen. Im Jahre 1855 wurde die Gemeinde dem Bezirk Leipnik zugeordnet, ab 1868 gehörte sie wieder zum Bezirk Mährisch Weißkirchen. 1891 wurde südöstlich des Dorfes auf dem Kataster von Malé Prosenice auf freiem Feld ein Haltepunkt an der Kaiser-Ferdinands-Nordbahn eingerichtet, der 1897 zum Bahnhof ausgebaut wurde. Im Jahre 1900 entstand nordöstlich des Dorfes in der Flur Skal ein Kalkofen, bei dem zwei Jahre später am Straßenkreuz bei Vicínov die Ansiedlung Na Skalách angelegt wurde. Die Freiwillige Feuerwehr gründete sich 1905. Im Jahre 1906 wurde im Haus Nr. 3 der Schulunterricht aufgenommen, zuvor wurden die Kinder in Velké Prosenice unterrichtet. 1907 entstand ein neues Schulhaus. Im Jahre 1914 bestand das Dorf aus 62 Häusern. Nach dem Ausbau des Feldweges zum Bahnhof als Bezirksstraße entstanden am südöstlichen Ortsrand die Ansiedlungen Kříby und Chabrov. Nach dem Ersten Weltkrieg wurde am Weg von der Kapelle nach Lazníky die Ortslage Nová ulice angelegt. 1949 wurde die Gemeinde dem Okres Přerov zugeordnet. Am Abend des 15. August 1962 starben bei einem Unwetter in Radvanice sechs Menschen. Sieben Jugendliche, die zuvor im Löschwasserteich gebadet hatten, suchten vor einem Gewitter Schutz in der Baustelle der Pumpstation des Kuhstalles. Beim Einschlag eines Blitzes in die Pumpstation wurden vier Burschen und zwei Mädchen getötet. Die Gemeinde Radvanice wurde 1976 dem Örtlichen Nationalausschuss (MNV) Prosenice angeschlossen und 1984 gänzlich nach Prosenice eingemeindet. Seit 1990 bildet Radvanice wieder eine eigne Gemeinde. Ab 2002 wurden südlich des Dorfes zunächst archäologische Untersuchungen durchgeführt und danach mit dem Bau der Autobahn D 47 begonnen, die nach ihrer Vollendung zum Abschnitt der Autobahn D 1 wird.

## Gemeindegliederung
Für die Gemeinde Radvanice sind keine Ortsteile ausgewiesen. Zu Radvanice gehört die Ansiedlung Na Skalách.

## Sehenswürdigkeiten
- Kapelle Aussendung der Apostel, erbaut 1848 anstelle eines Glockenturmes von 1816; an der Kapelle befindet sich eine Gedenktafel für die Opfer des Blitzschlages von 1962
- Freiheitslinde, die 1919 gepflanzte Winterlinde ist als Baumdenkmal geschützt
- Denkmal für die Gefallenen des Ersten Weltkrieges, errichtet 1926